# Polychrus marmoratus
Polychrus marmoratus là một loài thằn lằn trong họ Polychrotidae. Loài này được Linnaeus mô tả khoa học đầu tiên năm 1758.

## Hình ảnh

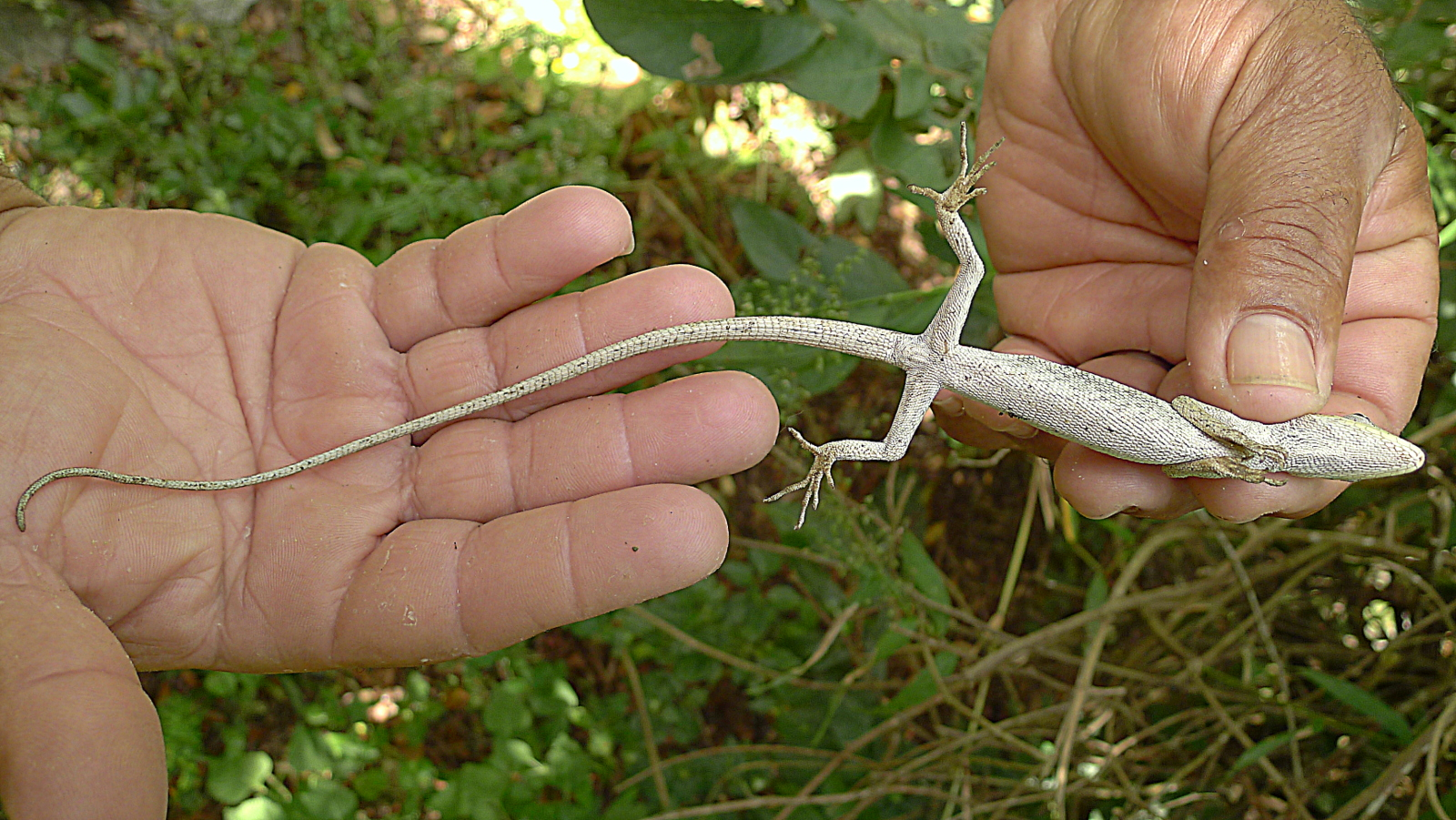
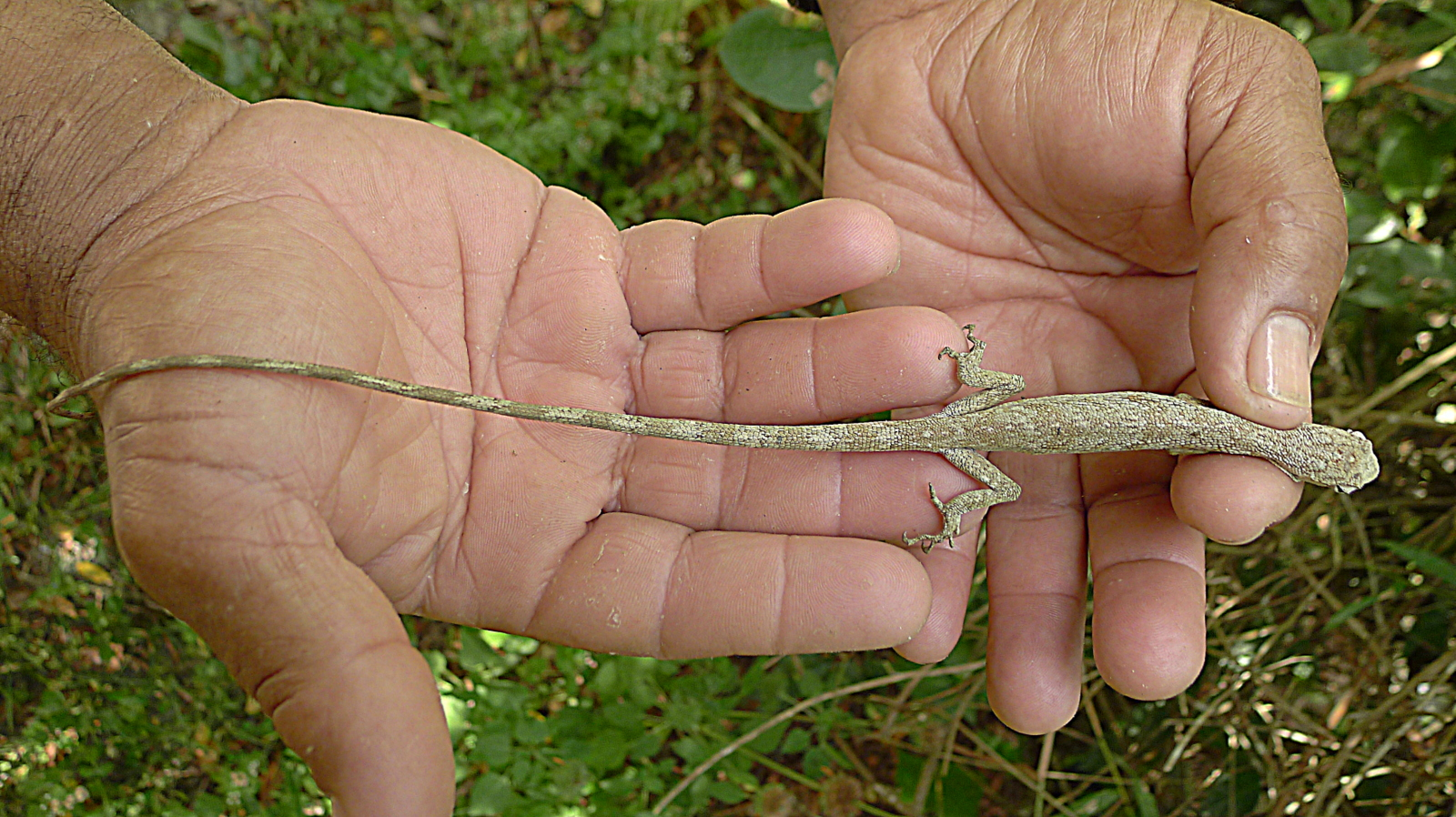
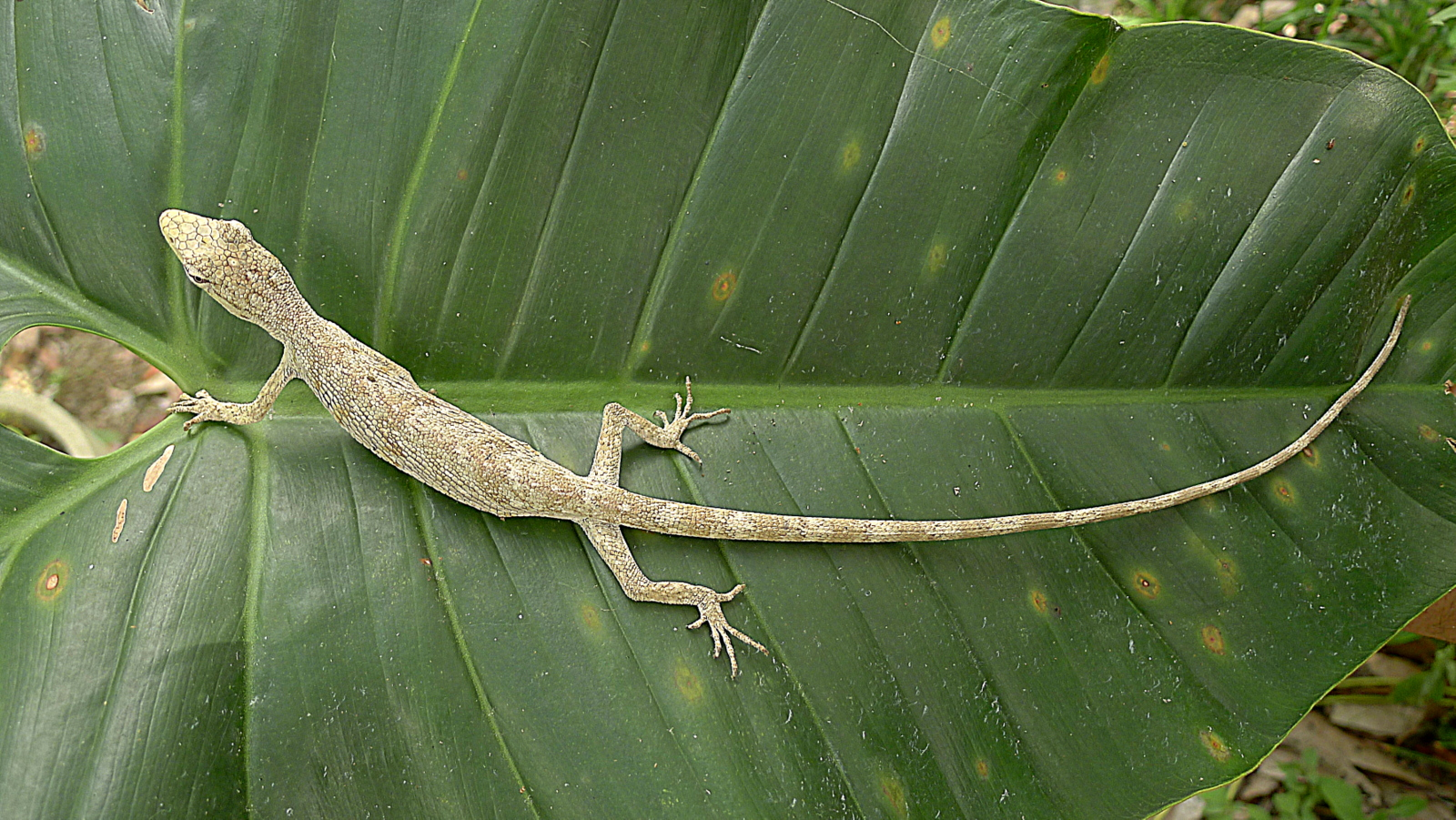
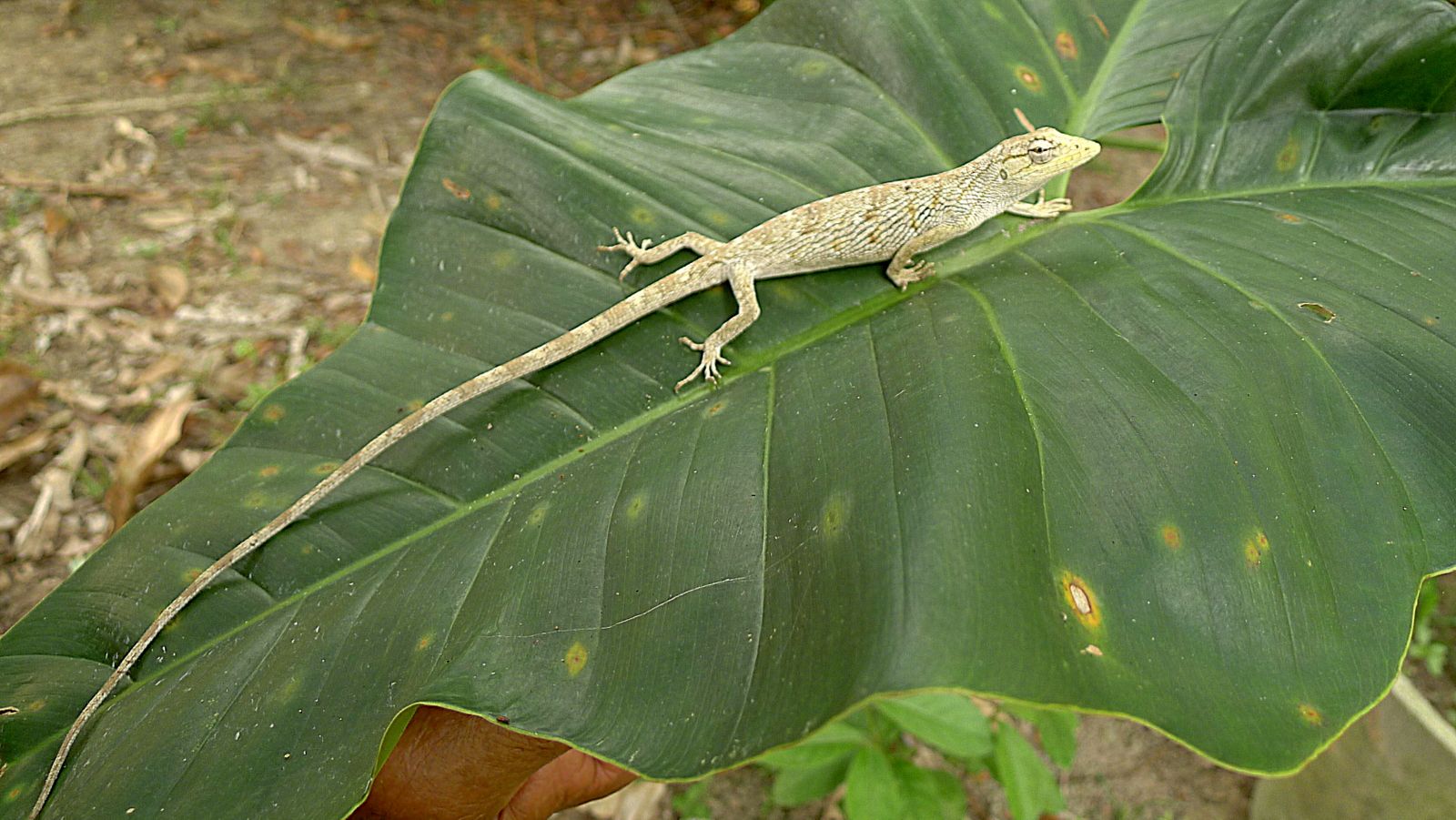